# Fioulmarket
Fioulmarket.fr est un site Web français de vente de fioul domestique, filiale du groupe pétrolier Total, créé en 2012.

## Concept et historique
L'entreprise est fondée en 2012 par la branche marketing du groupe Total alors que le site « FioulReduc » liste à cette époque les services de 200 distributeurs, situation qualifiée « menace ». Axant sa stratégie notamment sur le référencement, la plate-forme permet une commande sur internet de fioul en France pour les particuliers. Elle développe également un service d'achat groupé, le tout dans un domaine concurrentiel.
Les activités commerciales de l'entreprise s'inscrivent dans un contexte d'ubérisation avec notamment une politique de tarifs bas conjugée à une forte volatilité des prix,.
En 2017, le site web est classé 35e site de vente en ligne français selon Ecommerce-mag.
En 2020, le cours du pétrole s'effondre. Un rapport du ministère de la Transition écologique relève que les distributeurs ont cependant augmenté leur marge « transport-distribution » en un an (mai 2019-mai 2020). En réponse, FioulMarket publie un communiqué expliquant les raisons de l'absence de répercussion du prix du pétrole brut sur celui du fioul ; celui-ci est jugé par 60 Millions de consommateurs « ni très clair ni très convaincant ».